# ل
ﻝ（ラーム, لام）はアラビア文字の23番目に位置する文字。歯茎側面接近音 /l/ を表す。

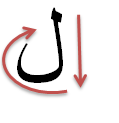
単独形の筆順

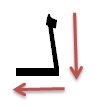
語頭形の筆順

フェニキア文字から受け継がれた文字の一つで、ヘブライ文字の ל、ギリシャ文字の Λ、キリル文字の Л、ラテン文字の L に対応する。元は雄牛を追い立てる棒の形から来たといわれている。
直後にアリフが来る場合、合字لا（ラーム・アリフ）を作る。
このラーム1文字で意味をなす語としては動作の対象や方向などを表す前置詞（日本語の「～に」「～へ」）であるلِ（li,リ）や強調・宣誓のلَ（la,ラ）が挙げられる。
前置詞لِ（li,リ）のように1文字しか無い場合は後続の語とつなげてつづられる。定冠詞اَلْ（al-,アル=）のついた語が続く場合は語頭のハムザトルワスル（اَ）が脱落しلِلْ（li-l,リ・ル=）となる。

## 符号位置
| 文字 | Unicode | JIS X 0213 | 文字参照        | 説明         |
| ---- | ------- | ---------- | --------------- | ------------ |
| ل    | U+0644  | ‐          | &#x644; &#1604; | ラーム       |
| ڵ    | U+06B5  | ‐          | &#x6B5; &#1717; | クルド語 /ɫ/ |
| ڶ    | U+06B6  | ‐          | &#x6B6; &#1718; |              |
| ڷ    | U+06B7  | ‐          | &#x6B7; &#1719; |              |
| ڸ    | U+06B8  | ‐          | &#x6B8; &#1720; |              |